# Norman Parkinson

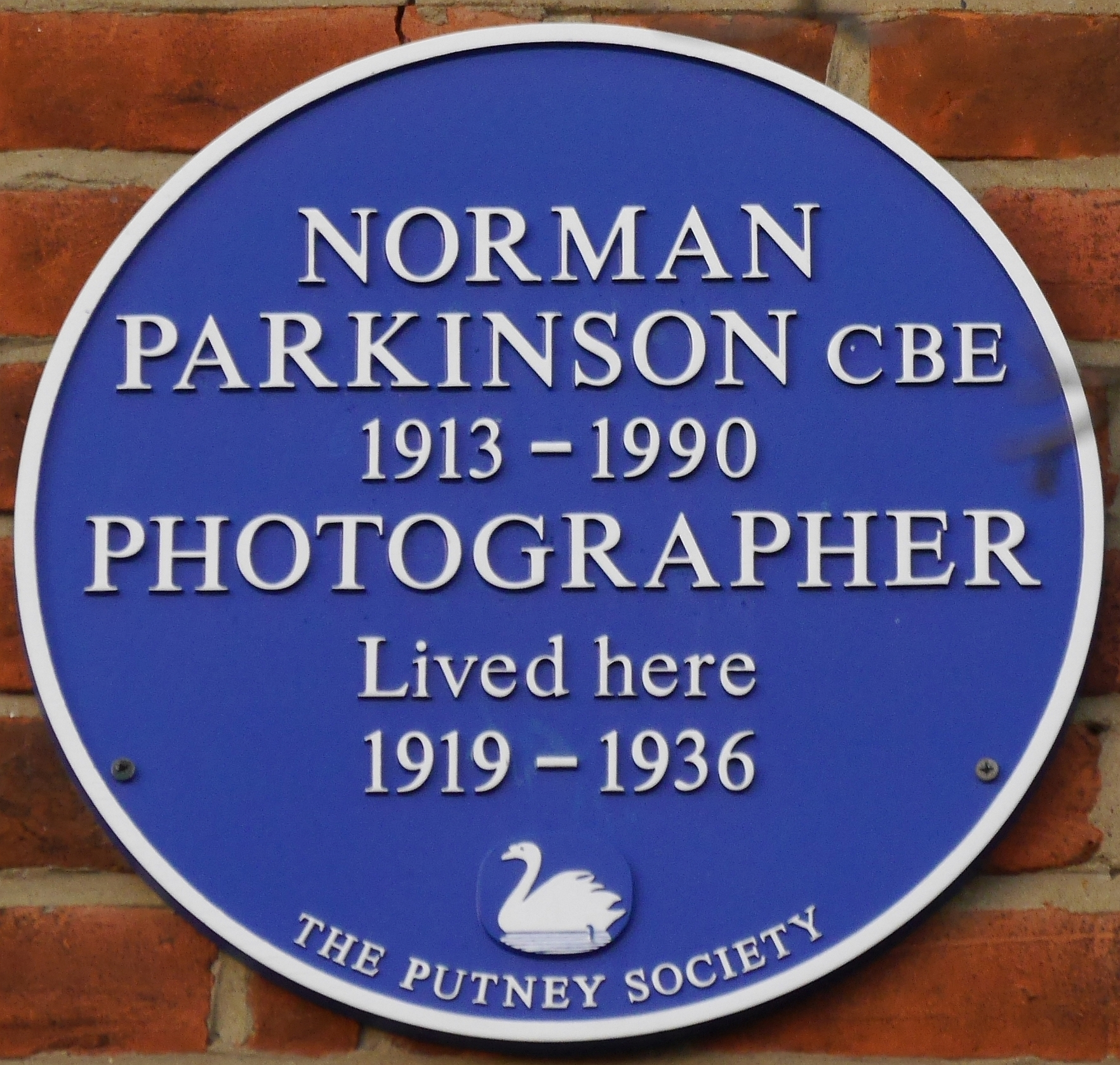
Tafel, Landford Road 32

Norman Parkinson CBE (* 21. April 1913 in London; † 15. Februar 1990 in Singapur) war ein englischer Porträt- und Modefotograf. Seine Arbeit revolutionierte die britische Modefotografie, da er seine Motive nicht mehr im Studio, sondern im Freien aufnahm. Während seines Dienstes als Fotograf bei der Royal Air Force im Zweiten Weltkrieg begann er für die Zeitschrift Vogue zu arbeiten und entdeckte mehrere berühmte Models. Er wurde 1969 zum offiziellen königlichen Fotografen ernannt und fotografierte den 19. Geburtstag von Prinzessin Anne sowie das Porträt der Amtseinführung von König Charles III. als Prince of Wales. Zu den vielen anderen königlichen Porträts gehören die offiziellen Porträts von Königin Elizabeth zu ihrem 75. Geburtstag. Er war dafür bekannt, dass er in seinen Fotografien humorvolle Elemente verwendete. Parkinson erhielt zu Lebzeiten zahlreiche Auszeichnungen, darunter die Progress Medal der Royal Photographic Society, den Lifetime Achievement Award der American Society of Magazine Photographers, ein Google Doodle und eine britische Briefmarke.

## Leben
Parkinson (Geburtsname Ronald William Parkinson Smith) wurde in London geboren und besuchte die Westminster School. Er begann seine Karriere 1931 als Lehrling bei der Hof-Fotografenfirma Speaight and Sons Ltd. 1934 eröffnete er zusammen mit Norman Kibblewhite sein eigenes Studio in der Dover Street 1 am Londoner Piccadilly. Von 1935 bis 1940 arbeitete er für die Zeitschriften Harper’s Bazaar und Bystander. Nachdem er Harper’s Bazaar 1941 verlassen hatte, begann er eine lange Zusammenarbeit mit Vogue, wobei er zunächst nur gelegentlich über die Heimatfront berichtete und gleichzeitig einen Bauernhof in Worcestershire betrieb. Einigen Biografien zufolge diente er während des Zweiten Weltkriegs auch als Aufklärungsfotograf über Frankreich für die Royal Air Force. Von 1941 bis 1960 war er als Porträt- und Modefotograf für Vogue tätig. Von 1960 bis 1964 war er Associate Contributing Editor der Zeitschrift Queen. 1963 zog er nach Tobago, kehrte aber häufig nach London zurück und arbeitete von 1964 bis zu seinem Tod als freiberuflicher Fotograf. Bei den Neujahrsehrungen 1981 wurde er zum Commander of the Order of the British Empire ernannt. 1978 war er das Thema von This Is Your Life, als er von Eamonn Andrews in der Hamiltons Gallery in London Mayfair überrascht wurde.
Parkinson starb während eines Einsatzes für Town and Country Magazine in Singapur.

## Werk
Parkinson behauptete von sich, er sei Handwerker und nicht Künstler. Von seinen Anfängen als Fotograf bis zu seinem Tod blieb er einer der bedeutendsten britischen Porträt- und Modefotografen. Er revolutionierte Mitte der 1930er Jahre die britische Modefotografie, indem er seine Modelle aus der starren Studioumgebung in eine weitaus dynamischere Außenumgebung brachte. Humor spielte eine zentrale Rolle in vielen seiner Fotografien, auf denen er oft selbst zu sehen war.
Neben seiner Arbeit für Zeitschriften wurde er eingeladen, die 1985er Ausgabe des Pirelli-Kalenders zu gestalten, wobei er mit Top-Models wie Iman zusammenarbeitete. Seine Jahre als offizieller königlicher Fotograf begannen 1969, als er Fotos für Prinzessin Annes 19. Geburtstag und ein Foto von Prinz Charles’ Amtseinführung als Prince of Wales machte. Offizielle Verlobungsfotos für Prinzessin Anne, gefolgt von ihrer Hochzeit im Jahr 1973, festigten seine Position. Zu seinen bemerkenswerten königlichen Porträts gehören die offiziellen Porträts von Königin Elisabeth, der Königinmutter, zu ihrem 75. Geburtstag im Jahr 1975. Geburtstag. Fünf Jahre später fotografierte er sie mit ihren beiden Töchtern, Prinzessin Margaret und Königin Elizabeth.

## Auszeichnungen
1981 erhielt er die „Progress“ Medaille der Royal Photographic Society, die mit einer Ehrenmitgliedschaft der Gesellschaft verbunden ist. Ebenso erhielt er den Lifetime Achievement Award der American Society of Magazine Photographers. Im selben Jahr fand in der National Portrait Gallery in London eine große Retrospektive seiner Werke statt. Am 21. April 2013 wurde ihm ein Google Doodle gewidmet, und zum hundertsten Jahrestag seiner Geburt wurde ihm eine britische Briefmarke gewidmet.

## Entdecktes Talent
- 1959 entdeckte er das Model Celia Hammond für die Zeitschrift Queen.
- Er entdeckte Nena von Schlebrügge (die Mutter von Uma Thurman) im Alter von 14 Jahren, als sie noch Schülerin in Stockholm war, und brachte sie nach London, um 1957 für Vogue zu modeln. Im Jahr 1960 fotografierte er von Schlebrügge auch für Jaeger in New York für Queen.
- Sein Foto von Jerry Hall weckte das Interesse von Bryan Ferry, der sie als Covermodell für das fünfte Studioalbum von Roxy Music, Siren, engagierte.

## Ehefrauen
In erster Ehe war er 1935 in Hampstead mit Margaret (Peggy) Mitchell-Banks (1913–1950) verheiratet, einer Künstlerin und Illustratorin, die später den Schriftsteller Peter de Polnay heiratete. Nach seiner ersten Ehe begann er die Zusammenarbeit mit Fotomodell Thelma Woolley (geb. Blay) und heiratete sie 1942. Im Jahr 1947 lernte er Schauspielerin und Modell Wenda Rogerson kennen; sie wurde 1951 seine dritte Frau.

## Veröffentlichungen (Auswahl)
- Sisters under the skin (1978), St. Martin’s Press
- Fotos in Norman Parkinson : Fifty Years of Portraits and Fashion von Terence Pepper (1981, National Portrait Gallery)
- Norman Parkinson: Lifework (1984, The Vendome Press)
- Would you let your daughter? (1987, Weidenfeld and Nicolson)
- Norman Parkinson (1987, Hamilton Galleries)
- Parkinson: Photographs 1935–1990 von Martin Harrison, (1994, Conrad Octopus)
- Norman Parkinson: Portraits in Fashion by Robin Muir (2004, Trafalgar Square Publishing)
- Norman Parkinson: A Very British Glamour von Louise Baring (2009, Rizzoli – Katalog der Ausstellung im Somerset House, 9. Okt. 2009 – 31. Jan. 2010)
- Norman Parkinson with the Beatles, Vorwort von Pat Gilbert (2016, Rufus Publications)
- Norman Parkinson: Always in Fashion (2019, ACC Art Books)